# Ніколя-Клод Фабрі де Пейреск
Ніколя-Клод Фабрі де Пейреск (фр. Nicolas-Claude Fabri de Peiresc, 1 грудня 1580 — 24 червня 1637) — французький письменник, автор багатьох творів з нумізматики, антикварної справи, природної історії, філології, астрономії.
Пейреск був великим заможним чиновником в Ексі. Був відомий тим, що зібрав величезну бібліотеку, організував у своєму місті науковий гурток, мав друзів і кореспондентів серед вчених багатьох країн. Пейреск склав вельми цінні колекції з різних галузей знання і зробив їх загальнодоступними.
Зокрема Пейреск дослідив і замалював під час подорожей по Італії, Франції та Королівству Англія численні пам'ятки античної культури. Пейреск першим вказав на цінність грецьких скульптурних оригіналів, навіть визначав елементи, додані до скульптур у пізніші періоди та виявляв підробки. Пейреск також досліджував гемми.
Також вважають, що Пейреск першим завіз до Європи кішку ангорської породи з Османської імперії.
Після його смерті в Римі 1638 року вийшла збірка статей і віршів, присвячених його пам'яті. На його честь названо астероїд 19226 Пейреск.